# Selector stirred WIXOSS
『selector stirred WIXOSS』（セレクター ステアード ウィクロス）は、タカラトミー発売のトレーディングカードゲーム (TCG) 『WIXOSS』と連動した漫画作品。ホビージャパン『ウィクロスマガジン』で2015年4月25日発売のVol.1から2016年9月17日発売のVol.5まで連載された。
原作・LRIG、ストーリー原案・岡田麿里、作画・瀬菜モナコ。表題の"stirred"は「攪乱された」「引っ掻き回された」などの意。

## 概要
TCG 『WIXOSS』と連動したテレビアニメ『selector』シリーズから派生したストーリー漫画作品としては集英社『ウルトラジャンプ』に連載されたアニメの外伝作品『selector infected WIXOSS -peeping analyze-』（作画・鈴木マナツ）および、スクウェア・エニックス『月刊ビッグガンガン』連載の公式スピンオフ『selector infected WIXOSS -Re/verse-』（作画・めきめき）に続き3作目となる。ただし、本作は2014年12月のテレビシリーズ完結後もメディアミックスを維持する観点から「2015年度のメインキャラクターとなるルリグ5体のバックストーリー」、つまり外伝やスピンオフではなくアニメ直系の「本流」として連載が開始された。そのため、テレビシリーズに引き続いてアニメーターの坂井久太がルリグ5体（以下「ステアード組」）のキャラクターデザインを行っており、アニメーション制作会社のJ.C.STAFFが作成したルリグの設定画が雑誌媒体を通じて一部公開されている。
掲載誌の『ウィクロスマガジン』（年3回刊）はTCG情報誌『カードゲーマー』の特別編集増刊で、Vol.1発売と同日に本作のメインキャラクターとなるルリグ・サシェの構築済みデッキ「ホワイトプレイ」が発売されたのに引き続きミュウの構築済みデッキ「ブラックニード」が6月、アイヤイの構築済みデッキ「グリーンドリーム」が11月に発売された。10月12日に芸能花伝舎で開催されたイベント「ウィクロス文化祭」ではこの3体の他にララ・ルーとソウイのプロモーションカードが参加賞として配布されているが、ステアード組の商品展開は11月に3体目のアイヤイが登場した段階で実質打ち切りとなっている。翌2016年10月からはテレビアニメの第2シリーズ『Lostorage incited WIXOSS』放送開始に伴い商品展開も『Lostorage』へシフトしているため、ララ・ルーとソウイの2体に関してはレベル1以上が実装されないまま放置状態が続いたが、それから2年半が経過した2018年4月のアニメ『Lostorage conflated WIXOSS』放送開始に合わせて発売されるブースターパック「WXK-P01 クラクション」ではララ・ルーのキーカードが収録され、以降のシリーズではキーカードやアシストルリグとして登場している。
アニメ『selector』シリーズの本編とは「同時間帯に別の場所で並行して起きていた出来事」という関係であり、最終話の冒頭では『selector spread WIXOSS』の終盤に当たる場面が挿入されている。

## ストーリー
白戸沙良は、いつも両親から双子の妹・由良の面倒を見るように言い聞かせられていた。姉妹と末野羽衣は「テーブルゲーム研究部」を立ち上げ、いずれも同学年の相良瑠海・真野彩里・吉井美結が入部して正式なクラブとしての発足に漕ぎつける。6人がいつも遊んでいたのは女子中高生の間で大流行しているTCG『WIXOSS』だったが、表向きは和気藹々としている部活動の裏では由良を除く5人それぞれのネガティブな感情が一点に向けて表出する機会をうかがう一触即発の状態であった。
画家になるのを将来の夢としている沙良は美術系の高校への進学を希望していたが、両親から由良と同じ高校に進学するよう求められる。しかし、沙良にしてみればそれは志望校への道を断たれるばかりでなく、常に学年トップの成績を維持している由良と同じ高校に合格するには趣味の絵を描く時間も削らなければならないのと同義であった。これまでは「妹のため」と思って多少のことは我慢して来た沙良も理不尽な仕打ちに落胆を隠し切れなくなるが、カードショップに立ち寄って購入したデッキからWIXOSSのプレイヤー間で噂になっている「意思を持ったルリグのカードを引き当てたセレクター同士のバトルに勝ち続けると、あらゆる願いを叶える力を手にする“夢限少女”になれる」と言う都市伝説のルリグ・ミヒロを引き当ててしまう。ミヒロから促された沙良は「由良から自由になりたい」と自分の願いを打ち明け、夢限少女を目指すためのバトルに身を投じたが時を同じくして瑠海・羽衣・彩里・美結もそれぞれの理由で由良を憎悪し、その破滅をルリグに託してセレクターとなっていた。
由良以外のテーブルゲーム研究部5人は同時に夢限少女となり、目の前には「白窓の部屋」の主でゲームマスターの繭がいた。繭は沙良たち5人を「特別のお気に入り」だと言い、それぞれがルリグとして別のセレクターの許へ派遣されることになるが、彩里の提案により「それぞれのセレクターを原宿で開催されているWIXOSSの女子限定大会に参加するよう説得して会場で合流する」と約束して「白窓の部屋」を後にした。

## 登場人物
声優は2022年にCTWがリリースしたブラウザゲーム『ウィクロス マルチバース』の配役（記載がないキャストは未定）。

### テーブルゲーム研究部
白戸 沙良（しらと さら）
主人公。中学2年生で、テーブルゲーム研究部設立発起人の1人。双子の妹で子供の頃から体が弱かった由良の面倒を見るよう両親に求められ、多少の理不尽さは感じつつも「お姉ちゃんだから」と自分に言い聞かせながら我慢し続けてきた。ところが両親から由良と同じ高校への進学を求められ、自身の志望であった美術系の高校進学を断念させられたことで我慢の限界に達してしまう。そのような状況で白のルリグ・ミヒロを引き当ててセレクターとなった沙良は「由良から自由になりたい」という願いを賭けてバトルを闘い抜き、夢限少女となった。
サシェ
声 - 福緒唯
白のルリグで、主に使用するシグニのクラスは精羅：宇宙。ルリグとして派遣された先は、よりもによって由良の所であった。ブースターパック13弾「アンフェインドセレクター」で登場したタロットは「17 星」。
相良 瑠海（さがら るみ）
部員の1人で、校内でも飛び抜けた美人と評判だが本人は「男子と対戦する時は制服の胸元を開いて動揺を誘っている」といった噂が飛び交っていることを気に病んでいる。由良に対しては人前でも構わず過剰なスキンシップを取ろうとしてくるため苦手意識を強く抱いており、ルリグに託した願いは「由良のセクハラを止めさせたい」というようなものであったことが第2話で示唆されている。
ララ・ルー
赤のルリグで、常に左手を手鎖で拘束されている。タロットは「7 戦車」。上述の通り、TCGではステアード組の商品展開が打ち切られたためレベル0ルリグ以外のカードが実装されていないが、2018年に『Lostorage』以降の新ルールで追加されたキーカードとしての登場が予告されている。
末野 羽衣（まつの うい）
部員の1人で、白戸姉妹と共に設立発起人だった体育会系の少女。小学校の頃から片思いしている先輩がいるが、その先輩が由良に色目を使うようになり内心で激しく嫉妬を募らせていた。そのため、羽衣が夢限少女となった後に入れ替わったルリグは羽衣の願いを履行するため校内で由良の誹謗中傷に勤しんでいる。
ソウイ
青のルリグ。タロットは「12 吊し人」。ララ・ルーと同様に、TCGではステアード組の商品展開が打ち切られたためレベル0ルリグ以外のカードが実装されていない。
真野 彩里（まの あいり）
部員の1人で常に学年上位の成績をキープしている秀才だが、テストの成績は常に由良がトップで一度も勝てていない。そのため、ルリグに託した願いは「由良の成績を落としたい」と言うようなものであったことが第2話で示唆されている。
アイヤイ
声 - 茜屋日海夏
緑のルリグ。タロットは「0 愚者」。夢限少女となるまでは勉強一筋だった反動からか「遊び」に強い執着を抱くようになっているらしく、主に使用するシグニのクラスは精武：遊具。部員5人が同時に夢限少女となって「白窓の部屋」に集った際、原宿で開催されているWIXOSSの女子限定大会にそれぞれのセレクターを参加させて集合することを提案した。
吉井 美結（よしい みゆ）
部員の1人。幼少の折に慕っていた姉が早世したことで心に深い傷を負っている。白戸姉妹とは部を創設した時に知り合い、沙良が生前の姉と同じく画家を志望していることから強い親近感を抱いていたが由良に対してはいつでも目の前に姉がいて甘えられる境遇を羨み、同時にそうしたくても出来なくなった自分に見せ付けるかのような態度に（由良に悪意が無いとは理解しつつも）憤りを感じていた。その憤りは沙良が両親の意向で美術系の高校への進学を断念したことを聞かされて頂点に達し、引き当てたルリグに「沙良を由良の束縛から解放して自分の姉にしたい」という願いを託す。
ミュウ
声 - 柴田倫佳
黒のルリグ。タロットは「9 隠者」。主に使用するシグニのクラスは精生：凶蟲。
白戸 由良（しらと ゆら）
部員の1人で、沙良の双子の妹。幼少期は体が弱く、両親に甘やかされて育てられたが持ち前の天真爛漫な性格で校内の人気者となり、成績も学年トップを独走している。姉や羽衣とテーブルゲーム研究部を立ち上げて以降、由良自身は充実した日々を過ごしているつもりであったが姉を含む他の部員全員からはそれぞれ異なる理由で憎まれていた。
図らずも発起人の由良自身がサークルクラッシャーとして機能した結果、他の部員は全員が部室に来なくなり由良自身も沙良（と入れ替わったミヒロ）の失踪にショックを受けて荒んだ生活を送るようになる。そして虚ろな瞳で部室の片隅に放置されていた未開封のWIXOSSのパックを拾い上げて開封し「サシェ」と名乗る白のルリグを引き当ててセレクターとなってしまう。

### 原宿大会の出場者
原宿で開催されたWIXOSSの女子限定大会出場者。4名ともエピローグでは白戸姉妹と同じ高校に進学しており、新たにテーブルゲーム部を立ち上げている。
望月 麗奈（もちづき れな）
ララ・ルーのセレクター。バトルネーム（大会エントリー用の名義）は「レナ」。
日向 小波（ひゅうが こなみ）
ソウイのセレクター。バトルネームは「サザナミ」。
児玉 輝子（こだま てるこ）
アイヤイのセレクター。バトルネームは「テル」。
長弓寺 黒美（ちょうきゅうじ くろみ）
ミュウのセレクター。バトルネームは「クロミ」。漫画を描くのが趣味らしく、エピローグでは由良と同じ高校に進学した後も個人的に絵を描いている沙良と仲良くなっている。

### その他の人物
ミヒロ
沙良が購入したデッキから引き当てた白のルリグ。セレクター時代の本名は凪紗（なぎさ）。沙良が夢限少女となった後、その願いに基づいて出奔し消息を絶っていた。その後、繭が良からぬことを目論んでいるのではないかと考えて原宿大会の会場へ様子を探りに来ていたが、最終話には登場しなかった。
本編の完結後、ミヒロ視点で本編を見た特別編の前半が『ウィクロスマガジン』Vol.6に掲載、後半が単行本新規描き起こしで収録されている。
繭（まゆ）
「白窓の部屋」の主で、意思を持ったルリグを引き当てたセレクター同士が願いを賭けてWIXOSSでバトルする「夢限少女」のルールを作り出したゲームマスター。沙良たちテーブルゲーム研究部員5人を「特別のお気に入り」と評しており、全員が同時に夢限少女となって「白窓の部屋」で一堂に会するよう裏で糸を引いていた。
小湊 るう子（こみなと るうこ）
アニメ『selector』シリーズの主人公。最終話のみ登場するが、沙良たちと顔を合わせることはなかった。

## 書誌情報
- 原作・LRIG、ストーリー原案・岡田麿里、作画・瀬菜モナコ 『selector stirred WIXOSS』ホビージャパン〈HJコミックス〉、単巻

2017年2月13日発行（同日発売） ISBN 978-4-7986-1372-7